# Sindrome di Waterhouse-Friderichsen
La sindrome di Waterhouse-Friderichsen è una rara, ma pericolosa patologia che si presenta sotto forma di una setticemia fulminante. Prende il nome da Rupert Waterhouse (1873-1958), medico inglese, e Carl Friderichsen (1886-1979), pediatra danese.

## Caratteristiche
È caratterizzata da insufficienza surrenalica primaria associata a:
- una grave infezione batterica classicamente associata con la sepsi da Neisseria meningitidis, ma che occasionalmente può essere causata anche da stafilococchi, Haemophilus influenzae, Pseudomonas;
- ipotensione rapidamente progressiva che porta allo shock;
- coagulazione intravascolare disseminata con porpora diffusa soprattutto a livello della cute;
- rapido sviluppo dell'insufficienza surrenalica, associata a massiva emorragia surrenalica bilaterale.[2]

La sintomatologia si manifesta con emorragie multiple alla cute, febbre, emorragie surrenaliche ad entrambi i lati e collasso, mentre la diagnosi oltre che con l'anamnesi dei sintomi, si effettua attraverso gli esami del sangue e altri test specifici.
Può verificarsi in qualunque età, anche se mostra una maggiore incidenza in età infantile. L'origine dell'emorragia surrenalica è incerta anche se potrebbe essere attribuita alla crescita diretta dei batteri nei piccoli vasi del surrene, allo sviluppo di una coagulazione intravascolare disseminata, alla vasculite da endotossina o da qualche vasculite da ipersensibilità. Qualunque sia l'origine, i surreni diventano dei sacchetti di sangue coagulato, con cancellazione della precedente struttura. All'istologia si rileva che l'emorragia inizia nella midollare in prossimità dei sinusoidi venosi a pareti sottili, dopo si estende perifericamente verso la corteccia, spesso risparmiando delle isole di cellule corticali ben riconoscibili.
Se la patologia viene rapidamente riconosciuta e trattata efficacemente con antibiotici e sostenendo le funzioni vitali del paziente, la guarigione è possibile anche se il quadro clinico è molto compromesso, altrimenti il paziente muore nel giro di pochi giorni o addirittura di poche ore, soprattutto in età infantile.